# Rocca Ferraira
La Rocca Ferraira (1.301 m s.l.m.) è una montagna delle Prealpi Liguri (nella sezione alpina Alpi Liguri); si trova al confine tra Liguria e Piemonte.

## Descrizione

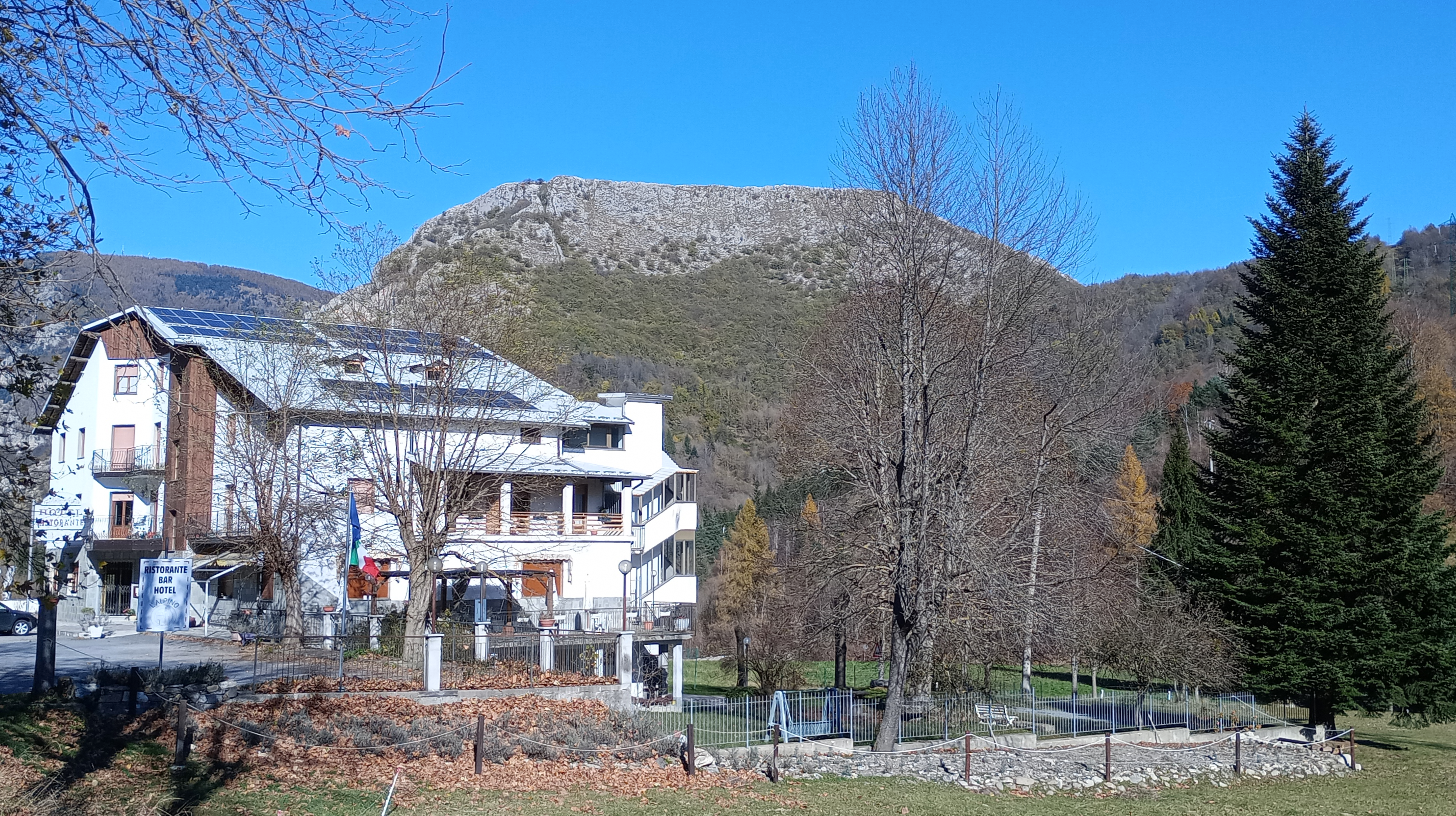
Vista dalla zona del Colle di Nava

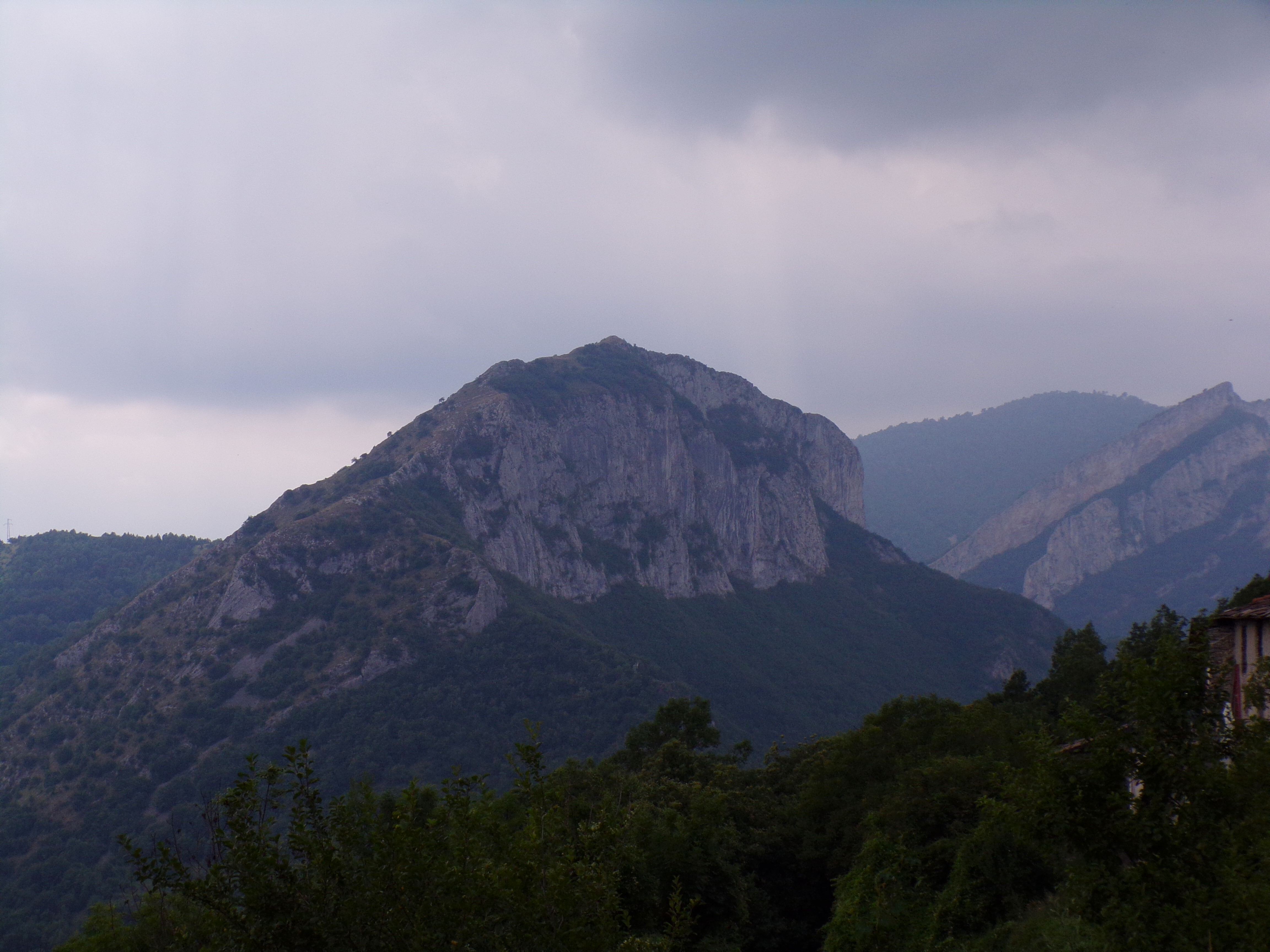
Vista dalla borgata Bavi (Ormea)

La montagna è collocata poco a nord della catena principale alpina, alla quale è raccordata da un costolone che si stacca in corrispondenza del Monte Ariolo e perde quota con una sella a 1143 metri di quota prima di risalire alla cima della Rocca Ferraira. Da un punto di vista idrografico questo crinale separa due valloni laterali dell'Alta Val Tanaro, quello del Rio Nava (ad ovest) da quello, più breve, del Rio della Rocca (ad est).
 Il versante nord, strapiombante, domina l'abitato di Ponte di Nava, mentre quello meridionale, anch'esso in parte roccioso e caratterizzato da estese placconate calcaree, è decisamente meno ripido. La prominenza topografica della Rocca Ferraira è di 198 metri, ed è data dalla differenza tra la quota della sua cima e quella del punto di minimo costituito dal Bocchino di Semola. Sulla cima si trova un ometto in pietrame. Amministrativamente il monte è diviso tra il comune piemontese di Ormea (versante nord) e quello ligure di Pornassio (versante sud).

## Geologia
La Rocca Ferraira è caratterizzata dalla presenza di rocce calcaree con tracce di ammoniti e crinoidi.
Tra il Monte Ariolo e la Rocca Ferraira era attiva una cava di marmo di colore rosato denominato Marmo d'Ormea, utilizzato in particolare nel Ponente ligure.

## Accesso alla cima

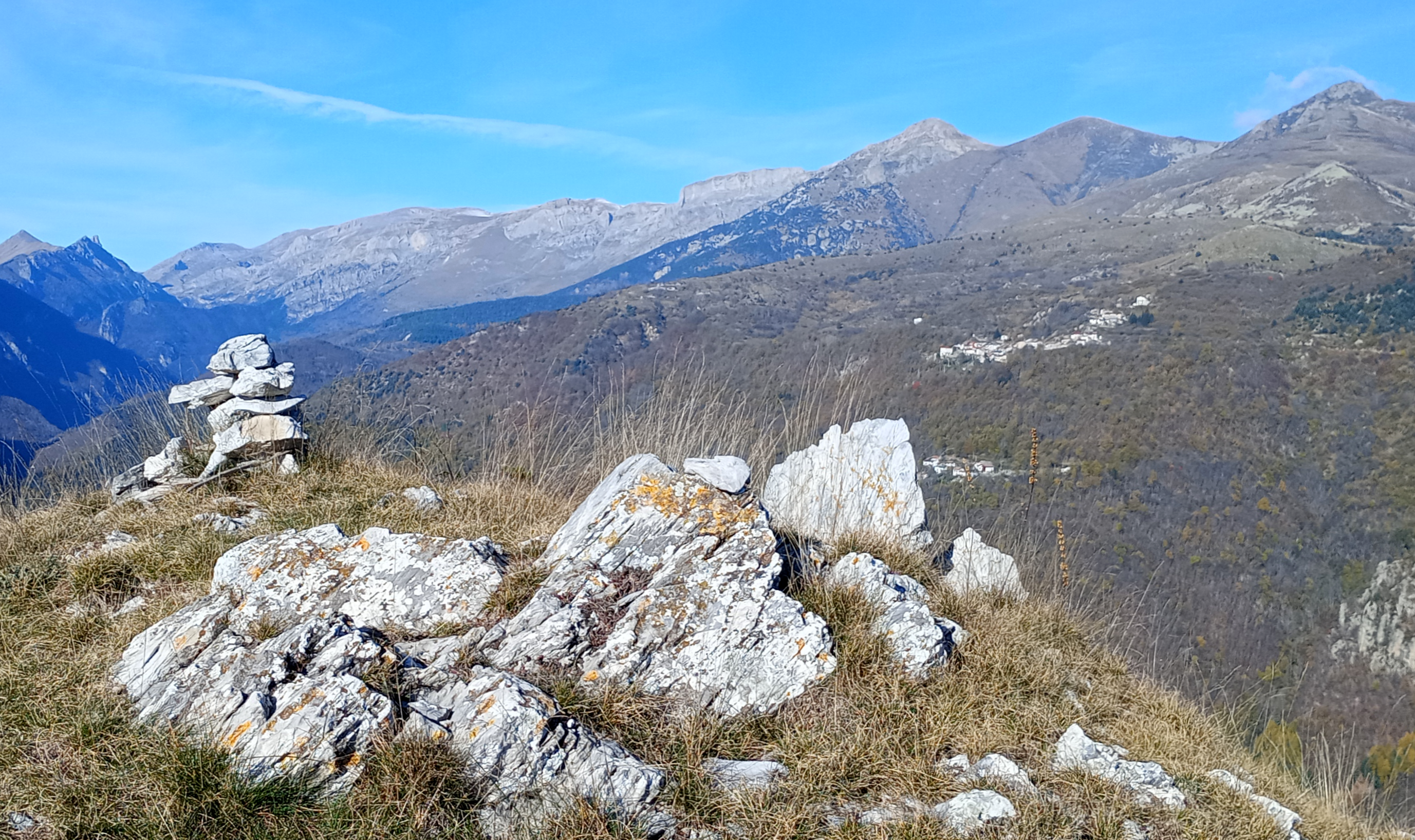
L'ometto sulla cima

Si può salire alla Rocca Ferraira per il versante meridionale con partenza dal Colle di Nava e passando nei pressi del Monte Ariolo. Si tratta di un itinerario escursionistico, molto semplice fino alla base del versante sud della montagna, e che poi si svolge su vaghe tracce di sentiero segnalate inizialmente da ometti in pietrame, tra placconate rocciose e rada vegetazione arborea. Il versante nord del monte offre invece la possibilità di effettuare itinerari alpinistici anche di notevole difficoltà.

## Bibliografia

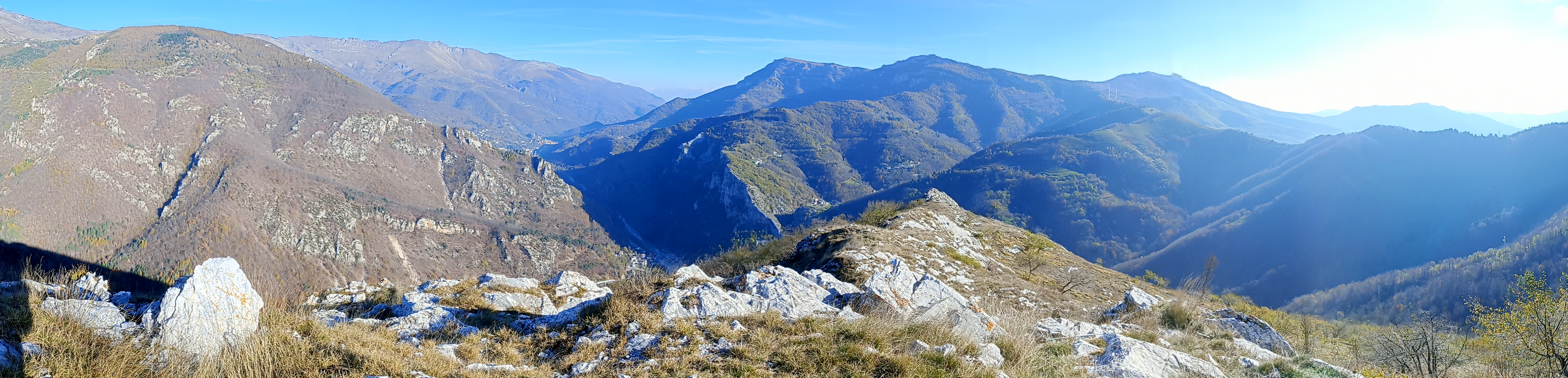
Vista dalla cima del monte in direzione sud
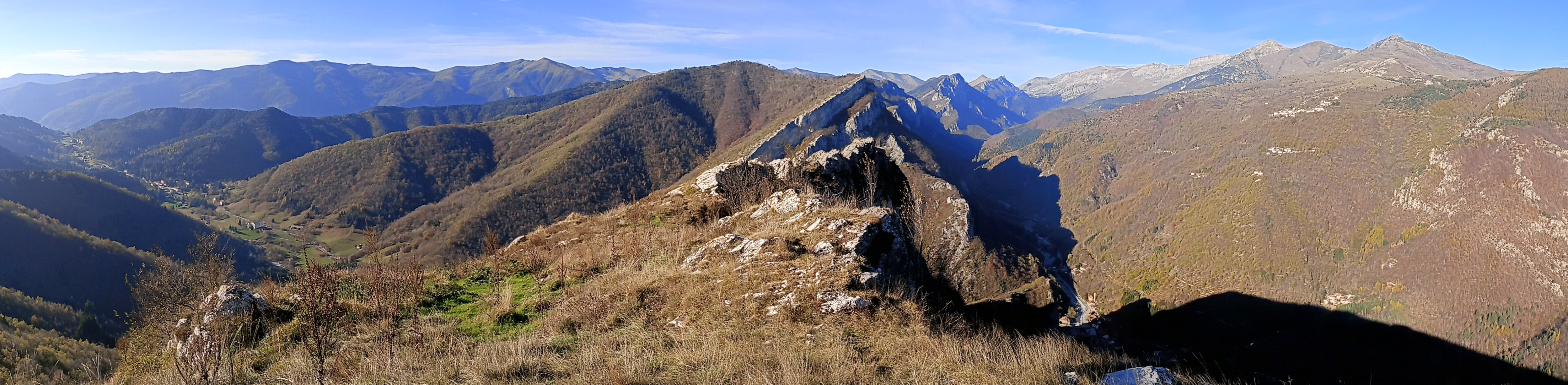
Vista dalla cima del monte in direzione nord